# Roberto Hernández Montoya
Roberto Hernández Montoya (Valencia, 27 de abril de 1947-Caracas, 14 de agosto de 2023) fue un escritor, columnista, intelectual y docente universitario venezolano. Presidente de la Fundación Centro de Estudios Latinoamericanos Rómulo Gallegos (Celarg) entre 2001 y 2023, columnista de varios periódicos venezolanos y conductor de programas de radio y televisión.

## Carrera
Estudió en la Escuela de Letras de la Universidad Central de Venezuela, donde participó activamente en el movimiento de renovación de 1968 y se mostró en contra de la Operación Canguro en 1969, la intervención de la universidad durante el gobierno de Rafael Caldera. Tras graduarse, fue docente de dicha casa de estudios. Luego, profundizó su formación en análisis del discurso en la Escuela de Estudios Superiores en Ciencias Sociales, en París.
Fue columnista sobre temas de política y comunicación social en los periódicos El Nacional y Últimas Noticias. En Aporrea se contabilizan 849 de sus artículos, y en el sitio web de Últimas Noticias hay otros 200. También fue director de la Editorial del Ateneo de Caracas,  miembro de la dirección editorial de la revista Imagen y presidió la Asociación Venezolana de Editores como miembro fundador.
Hernández Montoya fue pionero en la construcción de medios digitales en Venezuela, participando desde 1996 como miembro del consejo editorial de Venezuela Analítica, y desde 1997 como director de La Bitblioteca, una biblioteca electrónica en español que llegó a recopilar unos 6 mil artículos.
Entre los libros publicados se encuentran: La enseñanza de la literatura y otras historias, El libro del mal humor, "La ciencia ha muerto: ¡Vivan las humanidades!", “Información verás”, “Más adicto será usted” y Todo lo contrario. Fue uno de los autores del libro “Humor con humor se paga” junto a otros escritores. También es autor del ensayo "Breve Teoría de Internet".
Entre 2002 y 2020 condujo el programa "Como Ustedes Pueden Ver" en Radio Nacional de Venezuela y Venezolana de Televisión, junto al periodista Roberto Malaver, en el que manifestaban su apoyo a la revolución bolivariana usando el humor como forma de reflexión.